# Otus mayottensis
Otus mayottensis (лат.) — вид сов семейства совиных. Это эндемик острова Майотта на Коморских островах.

## Описание
Очень похожа на мадагаскарскую совку. Верхняя часть тела тёмно-коричневая со слабыми светлыми пятнами, а нижняя сторона более бледная, чем верхняя. Лицевой диск также коричневатый. Крылья и бока красновато-коричневые с короткими темными полосами. Глаза желтые. Длина тела 20-22 см. Otus mayottensis издаёт 3-11 громких «всхлипов».
Это эндемик острова Маоре. Считается, что популяция майоттской сплюшки стабильна, поскольку нет никаких свидетельств какого-либо сокращения популяции или каких-либо существенных угроз. Среда обитания Otus mayottensis — субтропические или тропические влажные низинные леса. Otus mayottensis ранее считалась подвидом таких видов, как Otus pembaensis, Otus capnodes и Otus madagascariensis, но в настоящее время рассматривается как отдельный вид, в основном из-за совершенно другого крика. Совки (в том числе Otus mayottensis) Мадагаскара, Коморских островов и Сейшельских островов образуют кладу внутри рода Otus с восточной совкой и не имеют близкого родства с континентальными.